# Tara Reid

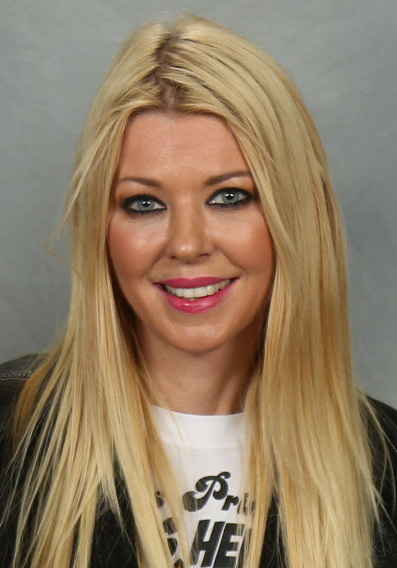
Tara Reid (2016)

Tara Donna Reid (* 8. November 1975 in Wyckoff, New Jersey) ist eine US-amerikanische Filmschauspielerin und Model.

## Leben
Tara Reid wurde als Tochter von Donna und Tom Reid in Wyckoff (New Jersey) geboren. Beide Eltern waren Lehrer und besaßen einige Kindertagesstätten. Sie besuchte die Dwight D. Eisenhower Middle School und wechselte dann zur Ramapo High School. Später besuchte sie in New York City die Professional Children’s School. Sie hat eine jüngere Schwester, Colleen, und zwei Brüder, Tom und Patrick.
Ihre Karriere vor der Kamera begann schon im Alter von sechs Jahren, als sie in der Kinderspielshow Child’s Play mitwirkte. Später spielte sie in Werbespots für Jell-O, McDonald’s und Crayola mit. Ihr Filmdebüt hatte Reid 1987 im Horrorfilm Salem 2 – Die Rückkehr. Es folgten Gastauftritte in den Serien Saved by the Bell: The New Class und California Dreams. 1998 spielte sie ihre erste größere Rolle in The Big Lebowski als Bunny Lebowski. Im selben Jahr spielte sie außerdem in den Filmen I Woke Up Early the Day I Died, Cool Girl und als DJ in Düstere Legenden mit.
Mit der Filmkomödie American Pie gelang ihr als Victoria „Vicky“ Lathum 1999 der Durchbruch. Nach American Pie – Wie ein heißer Apfelkuchen folgten einige weniger erfolgreiche Filme wie Dr. T and the Women und Just Visiting. 2001 konnte sie erneut in der Rolle der Vicky mit American Pie 2 einen größeren Erfolg verbuchen. 2002 folgte mit Party Animals – Wilder geht’s nicht! die nächste Teenie-Komödie und eine Rolle im Musikvideo zu Blowin’ Me Up von JC Chasez. 2003 folgten die beiden Filme Der Feind in meinem Mann und Partyalarm – Finger weg von meiner Tochter. 2005 spielte sie in dem Fernsehfilm Hitched und in den beiden Horrorfilmen Fear Factory – Labor der Angst und Alone in the Dark sowie in dem Actionfilm Silent Partner. In den Jahren 2003 bis 2005 absolvierte sie elf Gastauftritte in der Ärzte-Sitcom Scrubs – Die Anfänger als Danni Sullivan. Außerdem spielte sie im Horror-Trash Sharknado – Genug gesagt! (2013) mit, ebenso in dessen fünf Fortsetzungen. In der ersten Staffel der Serie The Boys hat sie einen Cameo-Auftritt.
In der Ausgabe von Januar/Februar 2010 der US-amerikanischen Ausgabe des Playboy-Magazins war Tara Reid auf dem Titelblatt sowie mit einer Bilderstrecke vertreten.
Im August 2011 heiratete sie ihren Freund Zack Kehayov in Griechenland, ließ die Heirat jedoch nicht rechtlich bestätigen. Mittlerweile sind die beiden wieder getrennt.

## Filmografie (Auswahl)
- 1987: Salem II – Die Rückkehr (A Return to Salem’s Lot)
- 1994: Saved by the Bell: The New Class (Fernsehserie, eine Folge)
- 1995: Zeit der Sehnsucht (Days of our Lives, Fernsehserie, fünf Folgen)
- 1996: California Dreams (Fernsehserie, eine Folge)
- 1998: The Big Lebowski
- 1998: Cool Girl (Girl)
- 1998: I Woke Up Early the Day I Died
- 1998: Düstere Legenden (Urban Legend)
- 1998: Breaking Out – Gegen alle Regeln (Around the Fire)
- 1999: Ich weiß noch immer, wo sie begraben ist (What We Did That Night, Fernsehfilm)
- 1999: Eiskalte Engel (Cruel Intentions)
- 1999: American Pie – Wie ein heißer Apfelkuchen (American Pie)
- 1999: Body Shots
- 2000: G vs E (Fernsehserie, eine Folge)
- 2000: Dr. T and the Women
- 2001: Just Visiting
- 2001: Josie and the Pussycats
- 2001: American Pie 2
- 2002: Party Animals – Wilder geht’s nicht! (National Lampoon’s Van Wilder)
- 2003: Der Feind in meinem Mann (Devil's Pond)
- 2003: Partyalarm – Finger weg von meiner Tochter (My Boss's Daughter)
- 2003–2005: Scrubs – Die Anfänger (Scrubs, Fernsehserie, elf Folgen)
- 2004: Knots – Liebesbande (Knots)
- 2004: Quintuplets (Fernsehserie, eine Folge)
- 2005: Hitched (Fernsehfilm)
- 2005: Alone in the Dark
- 2005: Silent Partner
- 2005: The Crow – Wicked Prayer (The Crow: Wicked Prayer)
- 2006: Fear Factory – Labor der Angst (Incubus)
- 2007: If I Had Known I Was a Genius
- 2007: 7-10 Split
- 2008: Ein Tag Blau (Senior Skip Day)
- 2008: Clean Break – Die schmutzige Wahrheit (Clean Break)
- 2008: Vipers (Fernsehfilm)
- 2011: The Big Lebowski 2 (Kurzfilm)
- 2011: The Fields
- 2012: American Pie: Das Klassentreffen (American Reunion)
- 2012: Last Call
- 2013: Sharknado – Genug gesagt! (Sharknado, Fernsehfilm)
- 2014: The Hungover Games
- 2014: Charlie’s Farm
- 2014: Sharknado 2 (Sharknado 2: The Second One, Fernsehfilm)
- 2015: Sharknado 3 (Sharknado 3: Oh Hell No!, Fernsehfilm)
- 2016: Sharknado 4 (Sharknado 4: The 4th Awakens, Fernsehfilm)
- 2016: Tie the Knot
- 2017: Trailer Park Shark (Fernsehfilm)
- 2017: Sharknado 5: Global Swarming (Fernsehfilm)
- 2017: Party Bus to Hell
- 2018: Sharknado 6: The Last One (The Last Sharknado: It’s About Time, Fernsehfilm)
- 2018: Ouija House – Domizil des Teufels (Ouija House)
- 2018: Der Weihnachtsstall (Bethlehem Ranch)
- 2018: Andy the Talking Hedgehog
- 2019: Seven deadly Sins (Art of the Dead)
- 2019: 2nd Chance for Christmas
- 2020: 5th Borough
- 2020: Attack of the Unknown
- 2020: The Wrong Cheerleader Coach (Fernsehfilm)
- 2020: Baby Bulldog
- 2021: Attraction to Paris
- 2021: Mummy Dearest
- 2022: Sally Floss – Digital Detective
- 2022: Bleach
- 2023: Ghosts (Fernsehserie, eine Folge)
- 2023: Of Things Past
- 2023: Bloodthirst